# Tethina illota
Tethina illota is een vliegensoort uit de familie van de Canacidae. De wetenschappelijke naam van de soort is voor het eerst geldig gepubliceerd in 1838 door Haliday.